# Mercedes-Benz T2

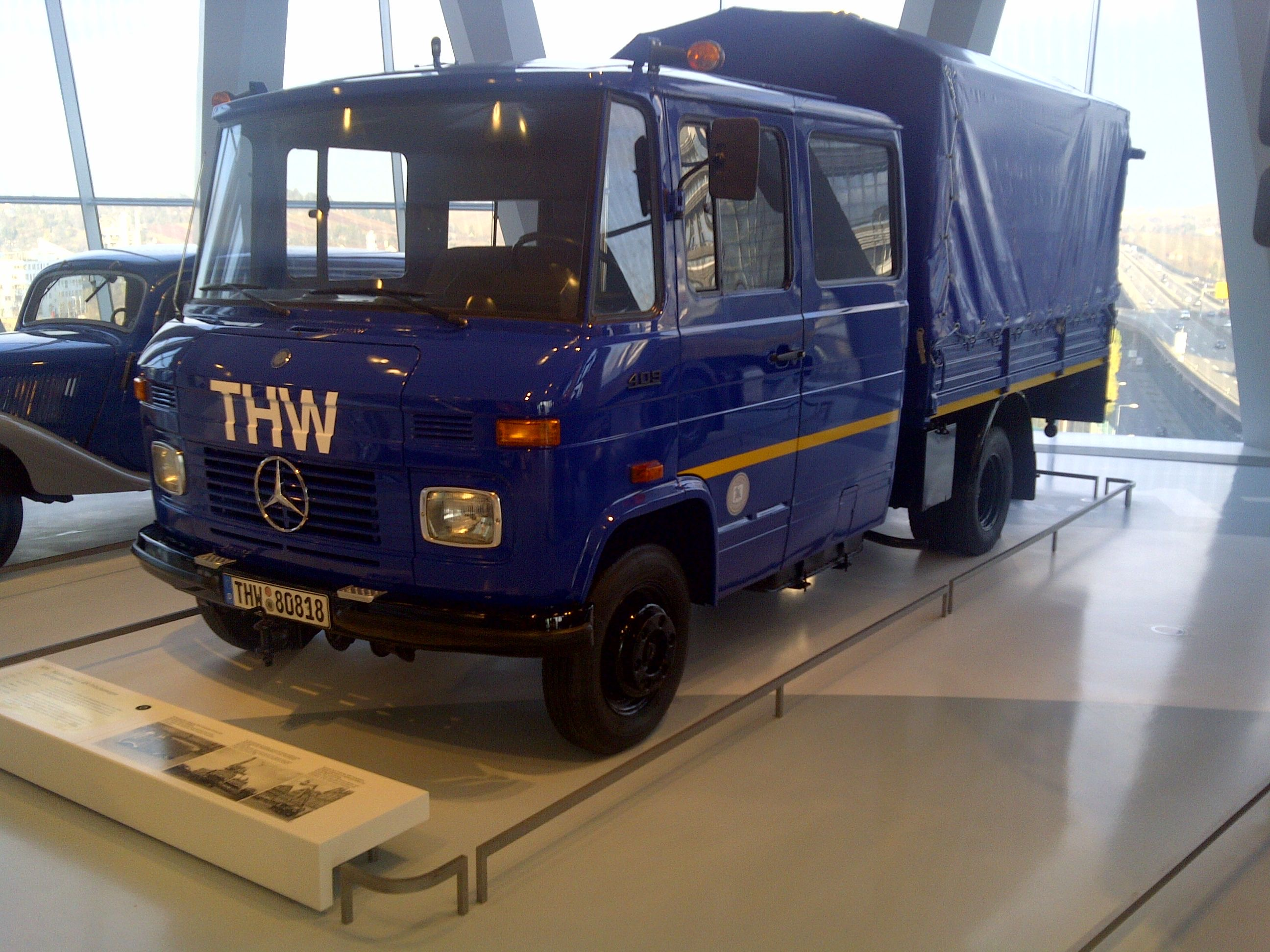

Mercedes-Benz T2  byl nákladní vůz vyráběn společností Daimler-Benz. V německy hovořících zemích bývá také přezdíván jako "Düsseldorf transporter" nebo "Düdo" a to z toho důvodu, že do roku 1996 byl tento typ vyráběn ve městě Düsseldorf. Modernizovaný nástupce s typovým označením Mercedes-Benz Vario se vyráběl od roku 1996 v závodu ve městě Ludwigsfelde. Některé modely typu T2 byly montovány společností Mercedes-Benz España na výrobní lince v Alcobendas poblíž Madridu.
Pro Argentinu se jako první model T2 vyráběl typ L 608 D v období let 1969 až 1990. Od roku 1989 se dále vyráběly varianty L 710, L914 a 814 s variantou LO (autobus). Produkce byla ukončena v roce 1996. Verze T2 pro Venezuelu byla vyráběna v Barceloně společností Grupo Consorcio 1390 S.A. (v současnosti MMC Automoritz S.A.) s produktovým označením Mercedes-Benz Class L3. Tento typ se vyráběl v rozmezí let 1969 až 1978, kdy byla společnost prodána novému vlastníkovi společnosti Ford Motor Company. 

## První generace (1967–1986)
V roce 1967 byl typ T2 představen jako nástupce předchozího typu L 319 / L 406. Typem T2 výrobce vyplnil mezeru mezi lehkými dodávkami  Mercedes-Benz T1 a těžkými nákladními vozy, které se vyráběly ve městě Wörth.

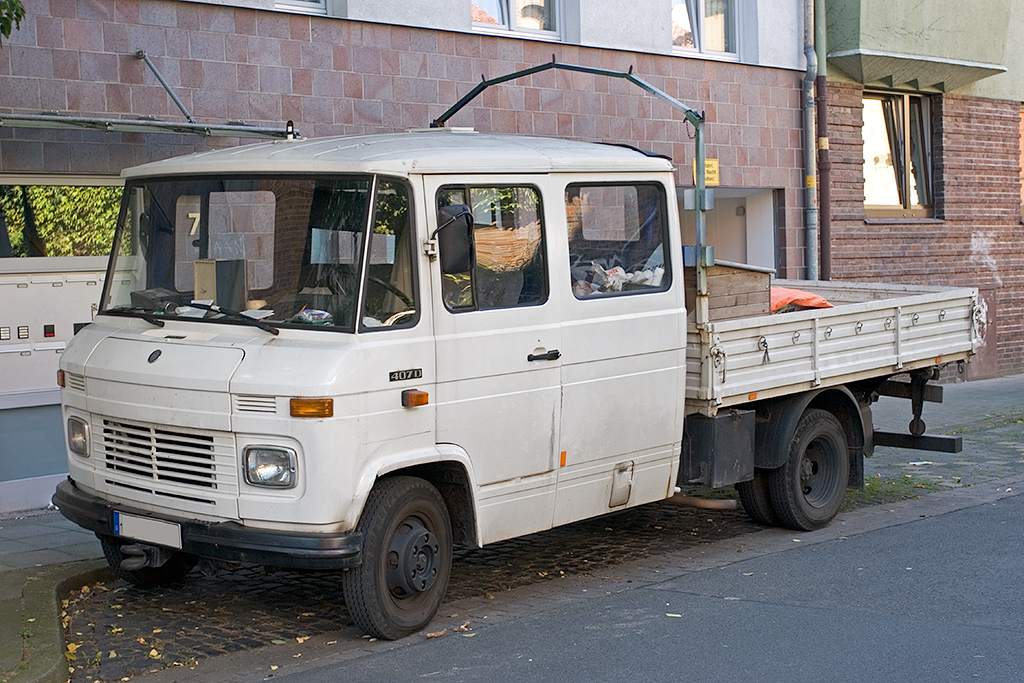

Typ T2 byl nabízen jako skříňový vůz, valník (kabina s jednou nebo dvěma řadami sedadel), nebo jako minibus. Od roku 1977 bylo na šasi možné montovat dvě různé šířky karoserií, jak pro skříňové verze, tak pro verze bus. V roce 1981 prošel typ T2 modernizací, tzv. faceliftem, základním rozeznávacím znakem byla nová maska chladiče, v modernizované verzi vyrobená z černého plastu. Různorodé verze T2 byly populární zejména pro svoji širokou paletu uplatnění: byly používány jako dodávkové vozy, lehké stavební dodávky či valníky, sanitky, požární a policejní vozy, poštovní dodávkové vozy (typicky vybaveny posuvnými dveřmi spolujezdce i řidiče) a spousty dalších verzí a modifikací. V raných sedmdesátých letech byl typ T2 také nabízen pod značkou Hanomag-Henschel. V Brazílii a některých dalších jihoamerických zemích byl nabízen s turbodmychadlem.
Produkce typu T2  první generace byla ukončena po 19 letech s konečnou produkcí cca 450.000 kusů.

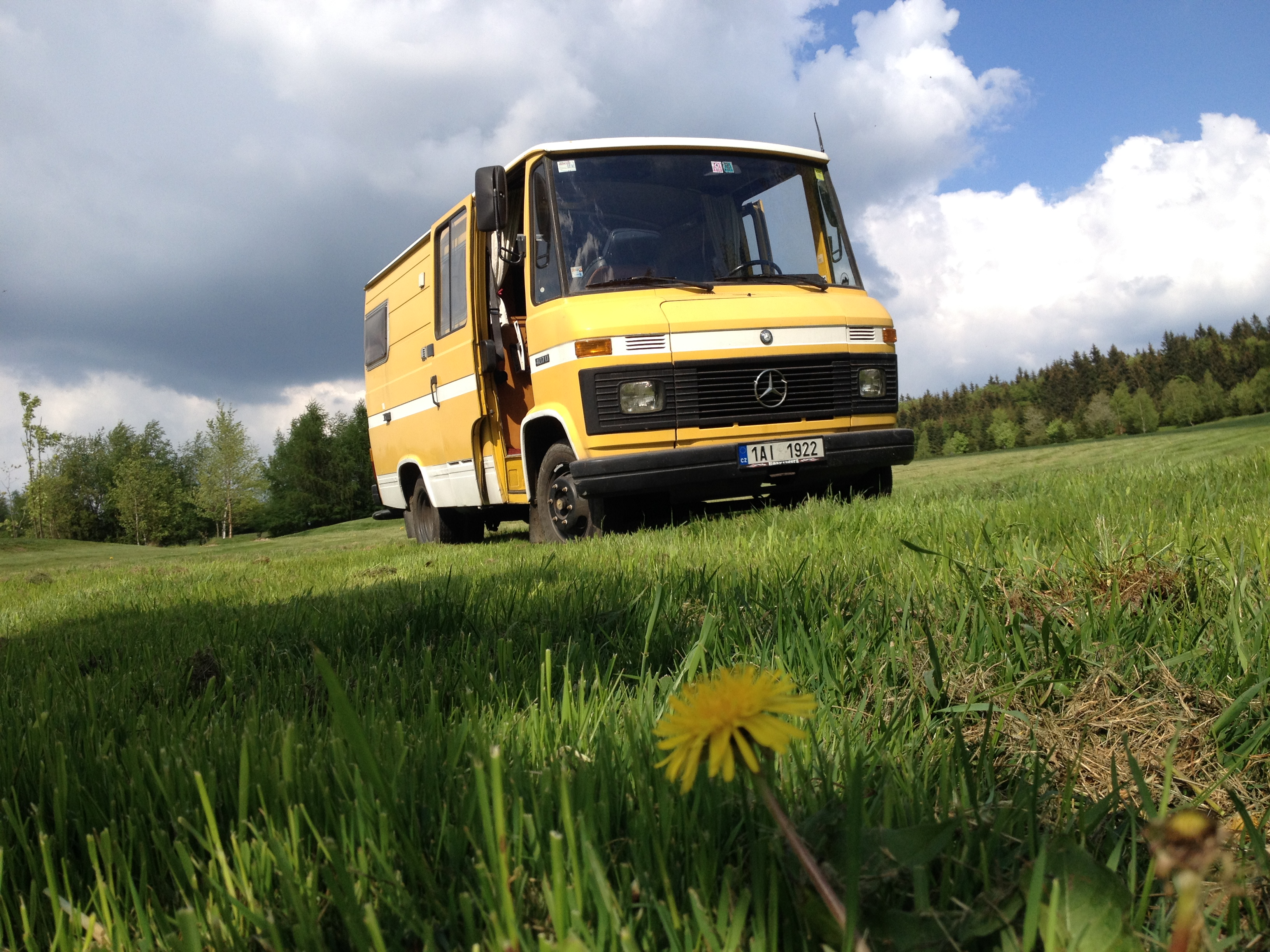
L 407 D KA

## Druhá generace (1986–1996)
Druhá generace typu T2 byla představena v roce 1986 a byla vyráběna do roku 1996. Byla významně vylepšena. Kapota byla prodloužena a design nabyl ostřejších hran. V průběhu minibusové revoluce se na území Velké Británie a Irska se stal typ T2 velmi populární a prodával se tak ve velkém množství a to ve verzích 609D, 614D, 709D, 711D, 811D, 814D a 510 (benzín) 
Typové označení LO812 se na začátku devadesátých let prodalo do Austrálie pro společnosti Westbus - 26 kusů v roce 1992 a pro National Bus Company – 45 kusů v období 1994/95. Další dopravci učinily objednávky v menších sériích.
Typ T2 se stále vyrábí v Argentině ve verzích L 710 a LO 915. 

## Nástupce
V roce 1996 byl typ T2 nahrazen typem Mercedes-Benz Vario. Vario si zachovává „old school“ hranatý tvar karoserie. Typické jsou rozdílné světlomety, maska chladiče a změny v interiéru.

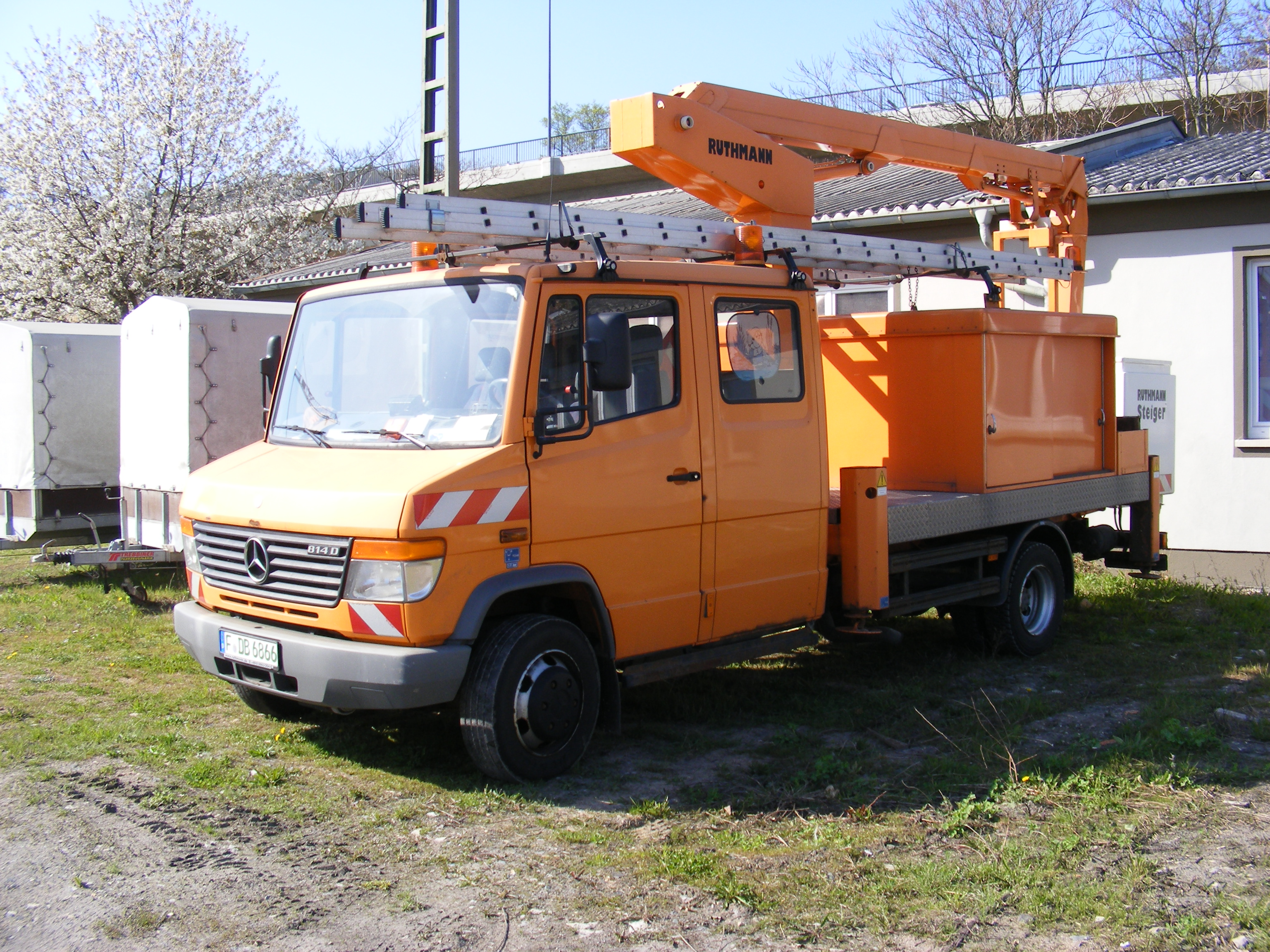
MB Vario se speciální nástavbou Ruthmann

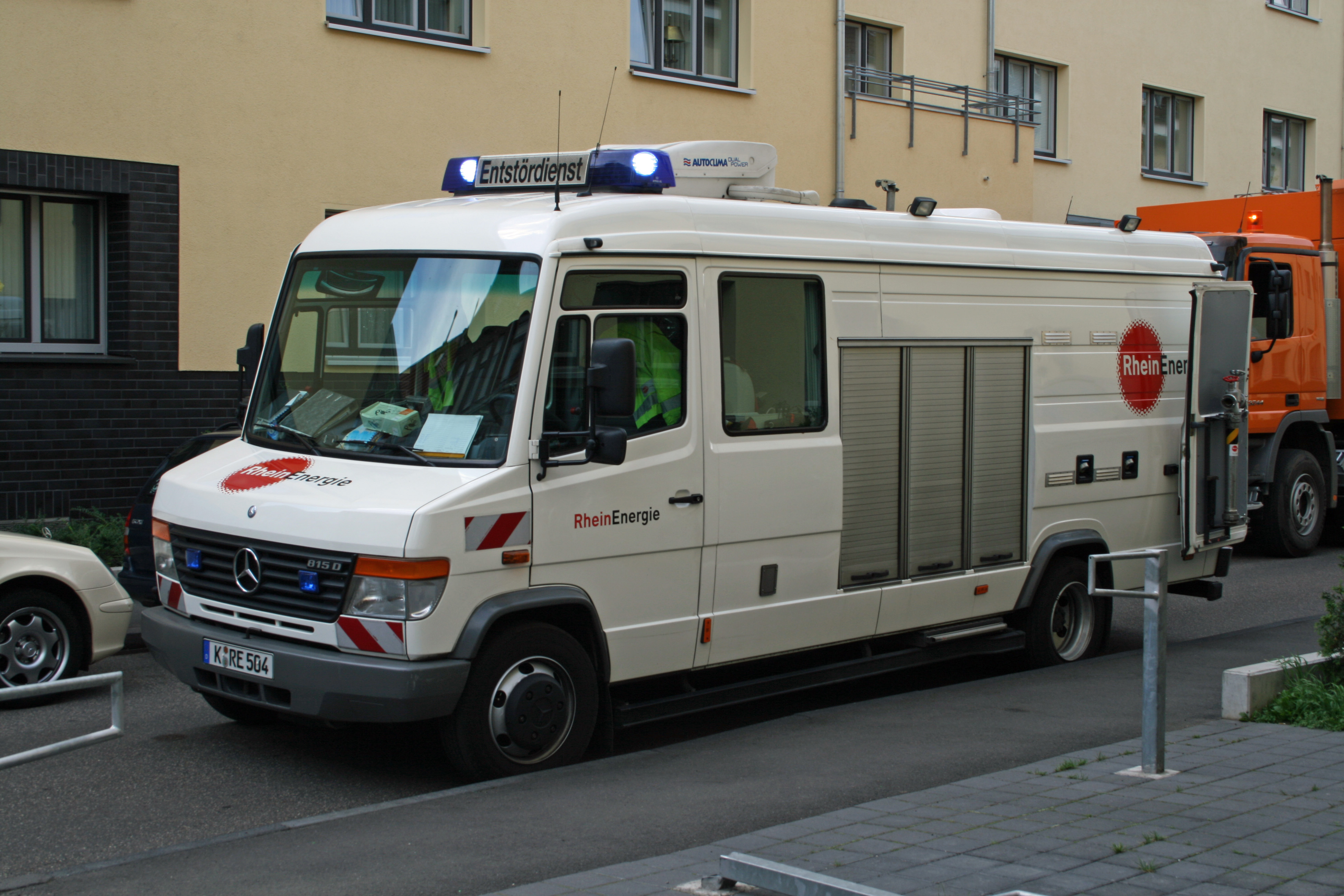
MB Vario s klasickou skříňovou nástavbou